# Српска православна црква Успења Богородице у Иригу
Српска православна црква Успења Богородице у Иригу, месту на обронцима Фрушке горе, подигнута је у периоду између 1757. и 1760. године. Представља непокретно културно добро као споменик културе од великог значаја.

## Изглед
Успенска црква у Иригу саграђена је као једноставна грађевина изведена у типичном маниру српског барока: једнобродна, полуобличасто засведена, са споља петостраном, а изнутра полукружно завршеном апсидом на источној страни и звоником на западној. Фасаде су једноставно рашчлањене: хоризонтално ниским соклом и профилисаним кровним венцем, а вертикално низом пиластара. На северној и јужној фасади су по четири лучно завршена прозора. Улаз је на западној страни, са нишом за икону патрона.
Конструкција олтарске преграде украшена је дрворезбарским радом са карактеристикама барокних и рококо форми. Иконе су пресликаване, али се препознаје да нису настале истовремено. Старији делови се датују у средину седме деценије 18. века. Четири престоне иконе не припадају истој стилској целини и настале су 1781. године кад и икона Богородице на Богородичином престолу. На основу сличности коју показују са престоним иконама са иконостаса из Хопова, приписују се мајстору који се угледао на Теодора Крачуна. Георгије Бакаловић је закључио уговор са Црквеном општином 1827. године за сликање, бојење и мраморирање унутрашњости, а из 1863. године је сачуван сличан уговор са Јованом Клајићем. Коначна верзија зидног сликарства добијена је 1930–1932. године, када је потпуно пресликан живопис, према старом распореду слика, осим неких измена и додатих композиција из живота Светог Саве.